# Бург, Йосеф
Йо́сеф Бу́рг (ивр. יוסף בורג‎; 31 января 1909 года — 15 октября 1999 года) — израильский политический и государственный деятель, раввин. 8,10 и 12-й министр внутренних дел Израиля, министр здравоохранения Израиля, министр связи Израиля, министр по делам религии Израиля.

## Биография
Шломо Йосеф Бург родился 31 января 1909 года в Дрездене, Германия, в семье Авраама Бурга и Сильвии (Цивьи) Стокхамер. В 1928—1931 годах учился одновременно в Берлинском университете и в Еврейской теологической семинарии в Берлине.
В 1934 году получил степень доктора философии в Лейпцигском университете. Он продолжал учиться в раввинской семинарии в Берлине и стал раввином в 1938 году. В 1939 году он репатриировал в Палестину, чтобы стать научным сотрудником в Еврейском университете в Иерусалиме.

## Политическая карьера
В Израиле Бург вступил в религиозно-сионистскую партию «Ха-поэль ха-мизрахи». Наряду с тремя другими религиозными партиями, партия «Ха-Поэль ха-мизрахи» пошла на первые выборы в кнессет в 1949 году в общем списке под названием «Объединенный религиозный фронт». Блок завоевал 16 мест и Бург стал депутатом кнессета и вице-спикером.
В выборах 1951 года партия участвовала самостоятельно, выиграв восемь мест в кнессете. Бург остался в кнессете и стал министром здравоохранения в третьем правительстве. В четвёртом, пятом и шестом правительствах он занимал пост министра связи Израиля, должность, которую он сохранил до 1958 года.
В 1956 году партия «Ха-Поэль ха-мизрахи» объединилась со своими идеологическими близнецами из партии «Мизрахи», сформировав Национально-религиозную партию (Мафдал). Партия «Мафдал» являлась неприменным членом всех правительств до 1992 года, и как один из ведущих членов партии, Бург сохранял министерский пост в каждом кнессета вплоть до своей отставки из кнессета в 1986 году. Бург пребывал в должности министра социального обеспечения, министра внутренних дел, министра без портфеля и министра по делам религии.
В 1977 году он стал президентом Всемирного движения Мизрахи.
Йосеф Бург является отцом Авраама Бурга, который был спикером пятнадцатого кнессета.
Йосеф Бург скончался 15 октября 1999 года на 91-м году жизни в медицинском центре Шаарей-Цедек в Иерусалиме.